# Henlea perpusilla
Henlea perpusilla är en ringmaskart som beskrevs av J. Anthony Friend 1911. Henlea perpusilla ingår i släktet Henlea och familjen småringmaskar. Arten är reproducerande i Sverige. Inga underarter finns listade i Catalogue of Life.